# Stari Most

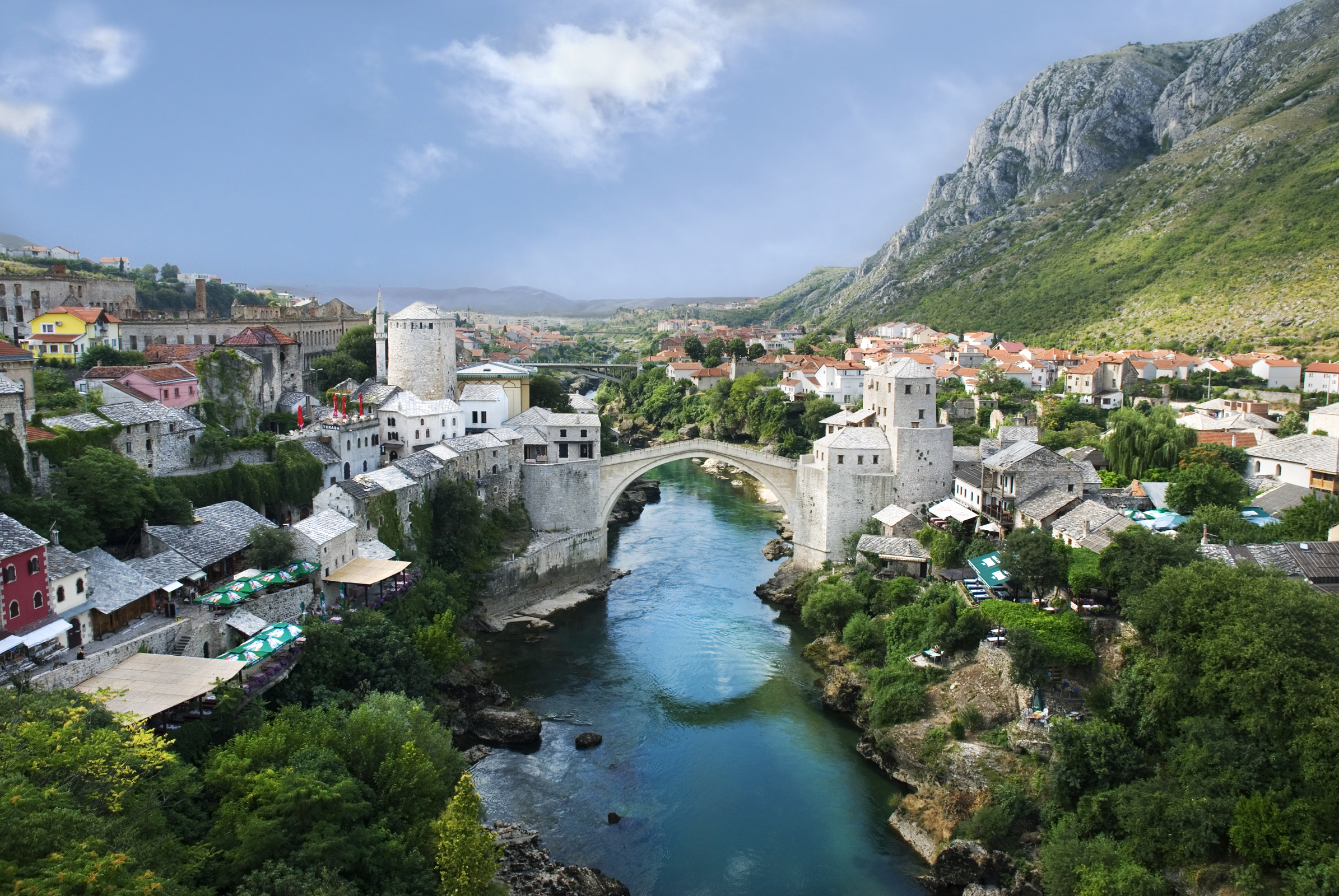
Panorama del ponte di Mostar, dopo la ricostruzione

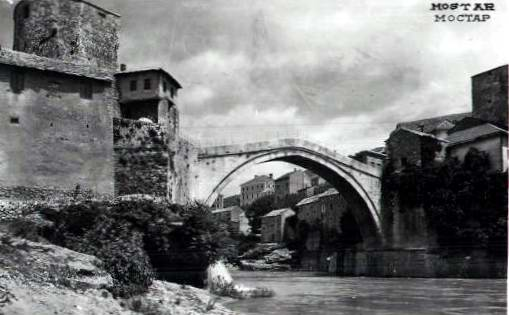
Il ponte originale fotografato negli anni trenta

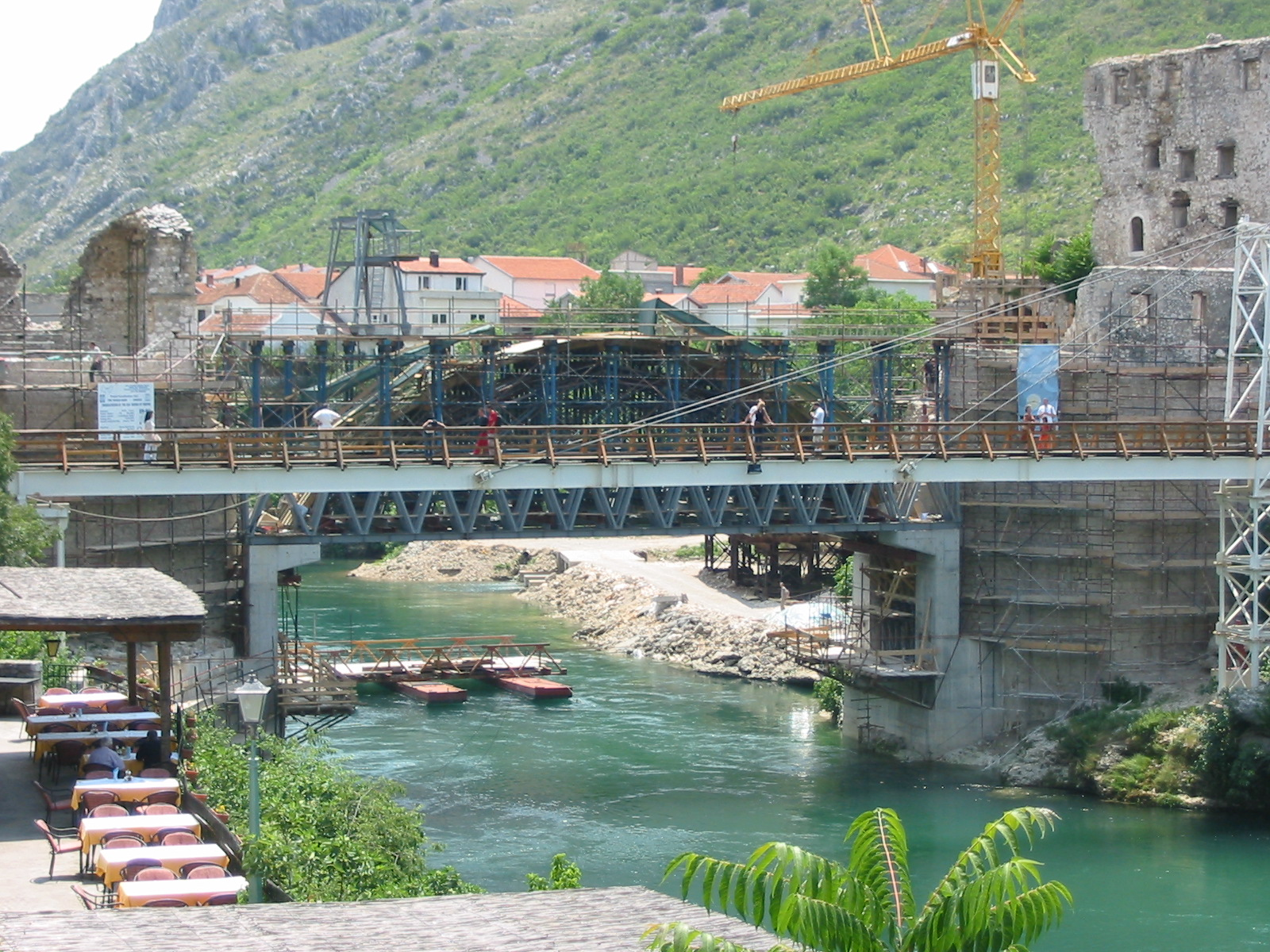
Lo Stari Most durante la ricostruzione, nel 2003

Lo Stari Most (che in italiano significa: "Il vecchio ponte") è un ponte ottomano del XVI secolo della città di Mostar, in Bosnia ed Erzegovina, che attraversa il fiume Narenta per unire le due parti della città che esso divide.
Il ponte venne distrutto dalle forze croato-bosniache nel corso della guerra in Bosnia, la mattina del 9 novembre 1993. Finite le ostilità venne ricostruito e completato il 22 luglio 2004.

## Descrizione
Il ponte è a schiena d'asino, largo 4 metri e lungo 30, e domina il fiume da un'altezza di 24 metri. È protetto da due torri, chiamate Helebija (a nord est) e Tara (a sud ovest), denominate mostari (cioè "le custodi del ponte").
L'arco del ponte venne costruito usando una pietra locale chiamata tenelija. La forma dell'arco è il risultato di numerose irregolarità prodotte dalla deformazione dell'intradosso (cioè della linea interna dell'arco). Invece che su fondamenta, l'arco del ponte poggia su due piedritti calcarei collegati a muri lungo gli argini del fiume, per poi alzarsi di 12,02 metri.

## Storia
Il ponte è sicuramente il simbolo più rappresentativo della città. Erroneamente era definito, nel periodo austro-ungarico, in tedesco Römerbrücke, cioè Ponte romano: in realtà fu costruito durante il dominio ottomano.

### Costruzione
Lo Stari Most venne commissionato dal sultano Solimano il Magnifico nel 1557 per rimpiazzare un vecchio ponte sospeso di legno, piuttosto instabile. Il ponte in pietra venne ultimato nove anni dopo (un'iscrizione sul ponte dice che i lavori finirono nel 974 del calendario islamico, corrispondente ad un periodo compreso fra il 19 luglio 1566 e il 7 luglio 1567).
Della costruzione del ponte si sa poco o nulla, tutto ciò che resta si confonde nelle leggende locali; si conosce però il nome del costruttore, un certo Mimar Hayruddin, un discepolo del celebre architetto ottomano Sinān. Essendogli stato ordinato di costruire un ponte di dimensioni senza precedenti, pena la morte, egli si preparò per il suo funerale il giorno stesso in cui l'impalcatura veniva tolta dalla struttura appena completata. Alcune cose restano (e probabilmente resteranno per sempre) sconosciute, come per esempio il metodo utilizzato per erigere l'impalcatura (e come fece questa a rimanere in piedi per un periodo così lungo), oppure il metodo utilizzato per trasportare le pietre da una parte all'altra del fiume.
Si ritiene comunemente che lo Stari Most fosse il ponte a singolo arco più grande del suo tempo, il che lo rende uno dei capolavori architettonici dell'umanità.

### Distruzione
Durante la guerra di Bosnia (1993-1995) la televisione occidentale ha contribuito a diffondere l'idea che lo Stari Most attraversasse la linea di separazione tra le due parti della città, quella a maggioranza cristiana e quella a maggioranza musulmana. In realtà il fronte vero e proprio non è mai passato per il ponte: la "linea rossa" era infatti rappresentata dal boulevard, un largo viale che si trova poco fuori dalla città vecchia.
Il ponte venne danneggiato già nel 1992 dai bombardamenti attuati dai serbi; entrambe le fazioni, sia la croata che la serba, vedevano un simbolo nel ponte e nell'area storica nelle sue vicinanze, una parte integrante della cultura bosniaca, da distruggere in quanto tale. Per questo motivo, lungo tutta la prima fase della guerra, esso venne ripetutamente preso di mira; per lo stesso motivo, dopo la sua distruzione, un portavoce dei combattenti croati non ebbe difficoltà a rivendicare l'evento, sia pure giustificandolo con ragioni strategiche.
In ogni caso, al culmine della guerra in Bosnia ed Erzegovina (1992-1995), le forze secessioniste croate che combattevano contro le forze governative bosniache, il 9 novembre 1993, distrussero il ponte. L'azione fu giudicata "un legittimo obiettivo militare" dal Tribunale internazionale per i crimini della ex Jugoslavia, ma la stessa pronuncia affermò che essa aveva cagionato danni sproporzionati ai civili della comunità musulmana di Mostar; il giudice Antonetti dissentì da questa prospettazione, ritenendo che essa non valorizzasse abbastanza anche il principio di difesa del patrimonio culturale durante i conflitti armati.

### Ricostruzione
Il ponte, incluso recentemente nell'elenco dei Patrimoni dell'umanità, venne ricostruito sotto l'egida dell'UNESCO. Le sue 1.088 pietre, vennero lavorate e montate secondo le tecniche medievali; il lavoro di ricostruzione è costato circa 12 milioni di euro finanziati da aiuti internazionali. L'Italia è stata la nazione che ha contribuito maggiormente alla ricostruzione, donando oltre 3 milioni di euro. Lo Stari Most è stato riaperto il 22 luglio 2004 e celebrato come simbolo di riconciliazione fra le comunità cristiane e musulmane dopo gli orrori della guerra.

## Tuffi dal ponte

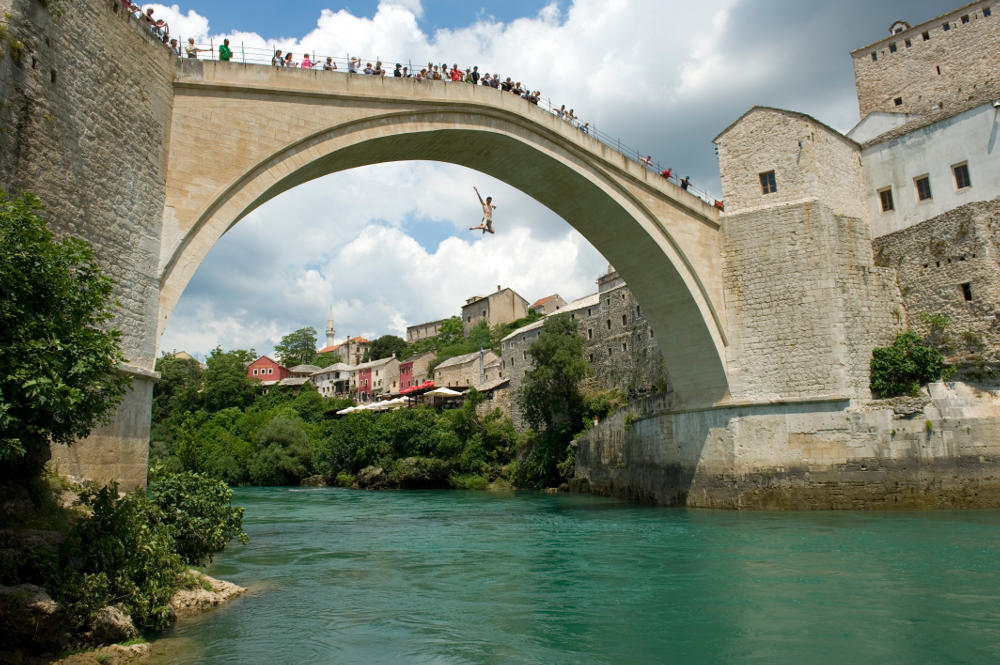
Tuffatore dallo Stari Most

Tradizionalmente, sin dalla sua edificazione secoli fa, i giovani dei dintorni hanno affrontato il tuffo di 24 metri dal ponte nella Narenta (in bosniaco Neretva). Si tratta di un salto pericoloso e alla portata solo di tuffatori molto esperti, anche perché la temperatura dell'acqua del fiume è molto bassa. La pratica risale molto indietro nel tempo, ma la prima registrazione storica risale al 1664.
Dal 1968 ha luogo in estate una regolare competizione e nel 2015 i tuffi dal ponte sono stati inseriti nel circuito delle Red Bull Cliff Diving World Series.